# Chiesa di Santa Maria Maggiore (Dierico)
La chiesa di Santa Maria Maggiore è la parrocchiale di Dierico, frazione di Paularo, in provincia e arcidiocesi di Udine; fa parte della forania della Montagna.

## Storia
Il primo luogo di culto di Dierico venne realizzata nel XIV secolo ed era filiale della pieve d'Illegio. La chiesa fu poi ricostruita nel Cinquecento, praticamente riedificata tra il 1883 ed il 1884 e restaurata in seguito al terremoto del Friuli del 1976. Infine, il tetto ha subito un intervento di ristrutturazione nel 2005.

## Descrizione
La chiesa è in stile neogotico e presenta la facciata, decorata da quattro lesene che terminano in altrettante piccole nicchie e da tre rosoni, e la cupola, che poggia su un solido tamburo ottagonale. All'interno, il soffitto dell'abside è decorato da affreschi. Sull'altare maggiore vi è il polittico opera di Antonio Tironi, diviso in tre ordini di cinque nicchie l'uno sovrapposto all'altro; nelle nicchie ci sono le statue della Madonna col Bambino, di San Giorgio che uccide il drago, del Cristo Redentore e dei santi Lucia, Caterina, Appolonia e Barbara, Floriano, Urbano, Vito, Rocco (secondo alcuni la statua raffigura invece san Maurizio), Leonardo, Giovanni Battista, Pietro e Michele. L'insieme è posto in una intelaiatura intagliata con decorazioni floreali di gusto lombardo
L'abside è decorata con affreschi rinvenuti dopo i restauri conseguenti al terremoto del 1976 realizzati nel 1598 dal sandanielesi.
Il campanile venne eretto nel XVI secolo; la cuspide fu nel 1910 smontata in quanto pericolante e, nel 1969, rifatta.
Alle pareti dell'abside ci sono degli affreschi 'riemersi" dopo il terremoto del 1976: sono stati attribuiti a Giulio Urbanis, un pittore che proveniva da San Daniele, che li avrebbe dipinti nel 1598.